# Helastia plumbea
Helastia plumbea är en fjärilsart som först beskrevs av Alfred Philpott 1915.  Helastia plumbea ingår i släktet Helastia och familjen mätare. Inga underarter finns listade i Catalogue of Life.